# Aristosseno
(Stobeo, Florilegio, III, 1, 101)
Aristosseno (in greco antico: Ἀριστόξενος?, Aristóxenos, in latino Aristoxĕnus; Taranto, ... – ...; fl. 335 a.C.) è stato un filosofo greco antico, peripatetico e scrittore di teoria musicale.

## Biografia
Nato a Taranto nell'allora Magna Grecia, era figlio di Spintaro (allievo di Socrate), e fu dal padre avviato alla musica e alla filosofia.
S'interessò alla dottrina pitagorica, per poi diventare discepolo di Lampo Eritreo, di Senofilo e infine uno dei principali allievi di Aristotele: infatti ebbe l'incarico di tenere nella sua scuola lezioni di musicologia. Aspirò alla successione del maestro e la nomina di Teofrasto alla direzione della scuola peripatetica, dopo la morte di Aristotele, fu la più profonda delusione della sua vita.
Infatti si trasferì a Mantinea, una città del Peloponneso famosa per la diffusione della musica, dove visse per molti anni, ebbe molti discepoli detti Aristosseni e fu consigliere del re Neleo. Qui scrisse due opere, Il carattere dei Mantinei, e l'Elogio dei Mantinei.

## Opere
Secondo Suda, Aristosseno scrisse 453 opere, molte delle quali sulla musica, per la quale divenne autorità indiscussa. In base ai frammenti, le opere aristosseniche possono essere divise in vari gruppi.
In primo luogo, Aristosseno si dedicò, sulle orme di Aristotele, allo studio delle teorie pitagoriche, con opere come la Vita di Pitagora (Πυθαγόρου βίος, fr. 11 Wehrli); Su Pitagora e i suoi allievi (Περὶ Πυθαγόρου καὶ τῶν γνωρίμων αὐτοῦ, fr. 14 Wehrli); La vita pitagorica (Περὶ τοῦ Πυθαγορικοῦ βίου, fr. 31 Wehrli); Massime pitagoriche (Πυθαγορικαὶ ἀποφάσεις, fr. 34 Wehrli).
L'attenzione alla dimensione educativo-pedagogica è testimoniata dalle Leggi educative (Παιδευτικοὶ νόμοι, fr. 42-43 Wehrli) e dalle Leggi politiche (Πολιτικοὶ νόμοι, fr. 44-45 Wehrli).

Numerose furono anche le sue biografie: Vita di Archita (Ἀρχύτα βίος, fr. 47-50 Wehrli); Vita di Socrate (Σωκράτους βίος, fr. 54 Wehrli); Vita di Platone (Πλάτωνος βίος, fr. 64 Wehrli); Vita di Teleste (Τελέστου βίος, fr. 117 Wehrli), sul poeta ditirambico.
Dove, però, Aristosseno lasciò una duratura impronta fu la teoria della musica, con opere come Sui tonoi (Περὶ τόνων), di cui resta una breve citazione nel commentario di Porfirio agli Armonica di Claudio Tolomeo; Sulla musica (Περὶ μουσικῆς, fr. 80, 82, 89 Wehrli); Ascolto della musica (Μουσικὴ ἀκρόασις, fr. 90 Wehrli); Su Prassidamante (Πραξιδαμάντεια, fr. 91 Wehrli); Sulla melica (Περὶ μελοποιίας, fr. 93 Wehrli); Sugli strumenti (Περὶ ὀργάνων, fr. 94-95, 102 Wehrli); Sugli auloi (Περὶ αὐλῶν, fr. 96 Wehrli); Sui flautisti (Περὶ αὐλητῶν, fr. 100 Wehrli); Sui fori degli auloi (Περὶ αὐλῶν τρήσεως, fr. 101 Wehrli); Sui cori (Περὶ χορῶν, fr. 103 Wehrli); Sulla danza della tragedia (Περὶ τραγικῆς ὀρχήσεως, fr. 104-106 Wehrli); Comparazioni (Συγκρίσεις, fr. 109 Wehrli); Sui poeti tragici (Περὶ τραγῳδοποιῶν, fr. 113 Wehrli).
Infine, tipicamente erudite erano le Miscellanee simposiali (Σύμμικτα συμποτικά, fr. 124 Wehrli); Memorabilia (Ὑπομνήματα), Memorabilia storici (Ἱστορικὰ ὑπομνήματα), Memorabilia in breve (Κατὰ βραχὺ ὑπομνήματα), Note miscellanee (Σύμμικτα ὑπομνήματα), Note sparse (Τὰ σποράδην): fr. 128-132, 139 Wehrli.
A noi sono giunti gli Elementi di armonia (᾿Αρμονικά) divisi in tre libri: nel primo, intitolato Principii vengono esposti la definizione della scienza armonica e i suoi argomenti, quali la voce, acuto e grave, intervalli, melodia, generi, suoni e tonalità; nel secondo vi è una introduzione filosofica, una presentazione innovativa delle caratteristiche dell'armonia, una polemica contro gli esperti di musica passati e tradizionalisti; il terzo libro inizia con l'approfondimento degli intervalli e s'interrompe sulla parte intitolata Elementi.

## Musica ed estetica in Aristosseno
Interessa rilevare negli scritti di Aristosseno la presenza più o meno esplicita di un pensiero estetico: un'idea di quel che sia o come debba essere intesa l'opera d'arte musicale. Alla musica attribuì un notevole influsso etico ed educativo, ma anche un uso terapeutico:
(Stobeo, Florilegio, III, 1, 101.)
Aristosseno applicò alla musica il duplice metodo, sperimentale e teorico, di chiara influenza aristotelica, tanto da scrivere che i pitagorici «usavano medicine per purificare il corpo e musica per purificare la mente». Abbinò questi studi allo sviluppo della dottrina dell'anima come armonia del corpo, perfezionando gli astratti presupposti dell'aritmetica pitagorica con l'osservazione attenta dei fenomeni del suono. È, tra l'altro, andata perduta un'opera di Aristosseno che era intitolata Sull'ascoltare musica, nella quale pare si sostenesse il carattere necessariamente attivo di questa operazione, che richiede un vigile e assiduo confronto tra i suoni passati e quelli presenti e futuri. Ossia, Aristosseno riconobbe la funzione fondamentale della memoria nell'intelligenza della musica, come risulta da un paragrafo degli Elementi di armonia: «Di queste due cose, invero, la musica è coesistenza: sensazione e memoria. Bisogna infatti sentire ciò che accade e ricordare ciò che è accaduto».
Grazie a Plutarco sono giunte fino a noi altre parti del modello musicale elaborato da Aristosseno, il quale era consapevole che la musica non poteva essere limitata a una ricreazione scientifica e nemmeno a un gioco di sensazioni, bensì alla riuscita di tutte le sue parti, dalle parole ai ritmi e ai suoni, e il compito del genio è quello di creare le corrispondenze fra questi elementi, attraverso un lavoro di sintesi. Il compito dell'ascoltatore, secondo le teorie di Aristosseno è quello di ricostruire l'opera stessa e se la fusione è esaustiva, in qualche modo l'opera esiste.